# Kościół bł. Michała Kozala w Janikowie
Kościół błogosławionego Michała Kozala w Janikowie – jeden z trzech rzymskokatolickich kościołów parafialnych znajdujących się w mieście Janikowo, w województwie kujawsko-pomorskim. 
Świątynia została konsekrowana w dniu 5 maja 2013 roku, natomiast od 2007 roku są w niej sprawowane msze święte. Kościół charakteryzuje się współczesną architekturą i wystrojem wnętrza, który nie jest jeszcze w pełni zrealizowany. W 2018 roku ksiądz arcybiskup Wojciech Polak, prymas Polski, poświęcił wieżę świątyni i chrzcielnicę.